# HMS Chaser (D32)
HMS Chaser (D32), nguyên là tàu sân bay hộ tống USS Breton (CVE-10) (ký hiệu lườn ban đầu AVG-10 và rồi là ACV-10) của Hải quân Hoa Kỳ thuộc lớp Bogue, được chuyển cho Hải quân Hoàng gia Anh Quốc, và đã phục vụ trong Chiến tranh Thế giới thứ hai. Sau chiến tranh nó được hoàn trả cho Mỹ, được bán để hoạt động cho hàng hải thương mại tư nhân, được đổi tên thành Aagtekerk và sau đó là E Yung, và cuối cùng bị tháo dỡ vào năm 1973 tại Đài Loan.

## Thiết kế – Chế tạo – Chuyển giao
Nó được đặt lườn vào ngày 28 tháng 6 năm 1941 như một tàu hàng kiểu C3-S-A1 theo hợp đồng với Ủy ban Hàng hải Hoa Kỳ; được chế tạo bởi hãng Ingalls Shipbuilding tại Pascagoula, Mississippi. Con tàu được Hải quân Hoa Kỳ đưa ra hoạt động vào ngày 9 tháng 4 năm 1943 dưới tên gọi USS Breton (CVE-10), nhưng đồng thời lại được chuyển cho Anh Quốc theo chương trình Cho thuê-cho mượn cùng ngày hôm đó. Nó được đổi tên thành HMS Chaser (D32) và đưa ra hoạt động cùng Hải quân Hoàng gia như một chiếc thuộc lớp tàu sân bay hộ tống Attacker.

## Lịch sử hoạt động
Chaser được phân công hoạt động trong vai trò hộ tống cho các đoàn tàu vận tải trên các tuyến đường hàng hải Bắc Cực, và đã giúp đánh chìm tàu ngầm Đức U-472 vào ngày 4 tháng 3 năm 1944 cùng các chiếc U-366 và U-973 trong hai ngày tiếp theo.
Chiếc tàu sân bay hộ tống được chính thứ hoàn trả cho Hoa Kỳ vào ngày 12 tháng 5 năm 1946, rồi được bán để hoạt động cho hàng hải thương mại tư nhân vào ngày 20 tháng 12 năm 1946 dưới tên gọi Aagtekerk. Con tàu được đổi tên thành E Yung vào năm 1967. Nó bị hư hại nặng do một vụ hỏa hoạn vào ngày 3 tháng 12 năm 1972, và bị tháo dỡ tại Cao Hùng, Đài Loan không lâu sau đó.